# Batesville (Arkansas)
Batesville is een plaats (city) in de Amerikaanse staat Arkansas, en valt bestuurlijk gezien onder Independence County.

## Demografie
Bij de volkstelling in 2000 werd het aantal inwoners vastgesteld op 9445.
In 2006 is het aantal inwoners door het United States Census Bureau geschat op 9577.

## Geografie
Volgens het United States Census Bureau beslaat de plaats een oppervlakte van
27,6 km². Batesville ligt op ongeveer 108 m boven zeeniveau.